# 黄世明 (翻译)
黄世明（1934年—），男，祖籍福建厦门，生于日本神户，中华人民共和国外交翻译，曾任中国人民对外友好协会副会长，第五、六、七、八届全国政协委员。